# فاضل جاسم
فاضل جاسم (7 كانون الثاني/يناير 1942 - 2012) ممثل عراقي يُعدّ من رواد الدراما العراقي وأحد مؤسسي الفرقة القومية للتمثيل، وكان عضو فرقة 14 تموز وأحد مؤسسيها، تخرج في معهد الفنون الجميلة، وله عدة أعمال مسرحية وتلفزيونية وسينمائية.

## أعماله

### مسلسلات
- صفر زائد صفر ناقص
- أمنيات النساء
- حامض حلو
- أبو البلاوي
- الهاجس
- الكذبة الأولى
- ما ضاع وانمحى من أخبار جحا
- المسافر
- عالم الست وهيبة
- أشهى الموائد في مدينة القواعد
- أسباب الزيارة
- سايق الستوتة
- رجل فوق الشبهات

### مسرحيات
- الدبخانة
- جفجير البلد
- اللي يعوفه الحرامي
- جزة وخروف
- شخوص وأحداث من مجالس التراث
- أبو الطيب المتنبي
- كان ياما كان
- خادم سيدين
- النجمة البرتقالية
- حكاية العطش والأرض والناس
- مملكة الشحاذين
- خان بطران
- الشريعة

### أفلام
- التجربة
- الرأس
- الأسوار
- المسألة الكبرى
- القادسية
- عمارة 13
- حب في بغداد
- ستة على ستة
- حب ودراجة
- اللعبة
- العربية والحصان
- بديعة
- الملك غازي

### برامج تلفزيونية
- برنامج مع الخالدين

### أخرى
- المحطة (تمثيلية)

## وفاته
توفي عام 2012 إثر أزمة قلبية بعد معاناته لمدة عامين من الأمراض كما أصيب بالعمى.